# Shortbread

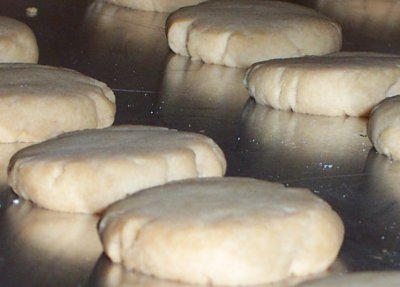
Uformowane shortbread tuż przed zapieczeniem

Shortbread – rodzaj ciastek, zbliżonych do ciastek kruchych, tradycyjny deser szkocki.
W wersji tradycyjnej shortbread składa się z jednej części cukru, dwóch części masła i trzech części mąki owsianej. Współcześnie używa się zwykle mąki pszennej, czasami zmieszanej z ryżową lub kukurydzianą – zmienia to fakturę ciasta.
Nazwa pochodzi od kruchości upieczonych ciastek (staroangielskie znaczenie słowa „short”, stąd „shortening”, tłuszcz spożywczy), wywołanej dużą zawartością tłuszczu, który nie pozwala na uformowanie długich łańcuchów glutenu.
Ciastka piecze się w niskiej temperaturze – mają pozostać jasne.

## Kształty

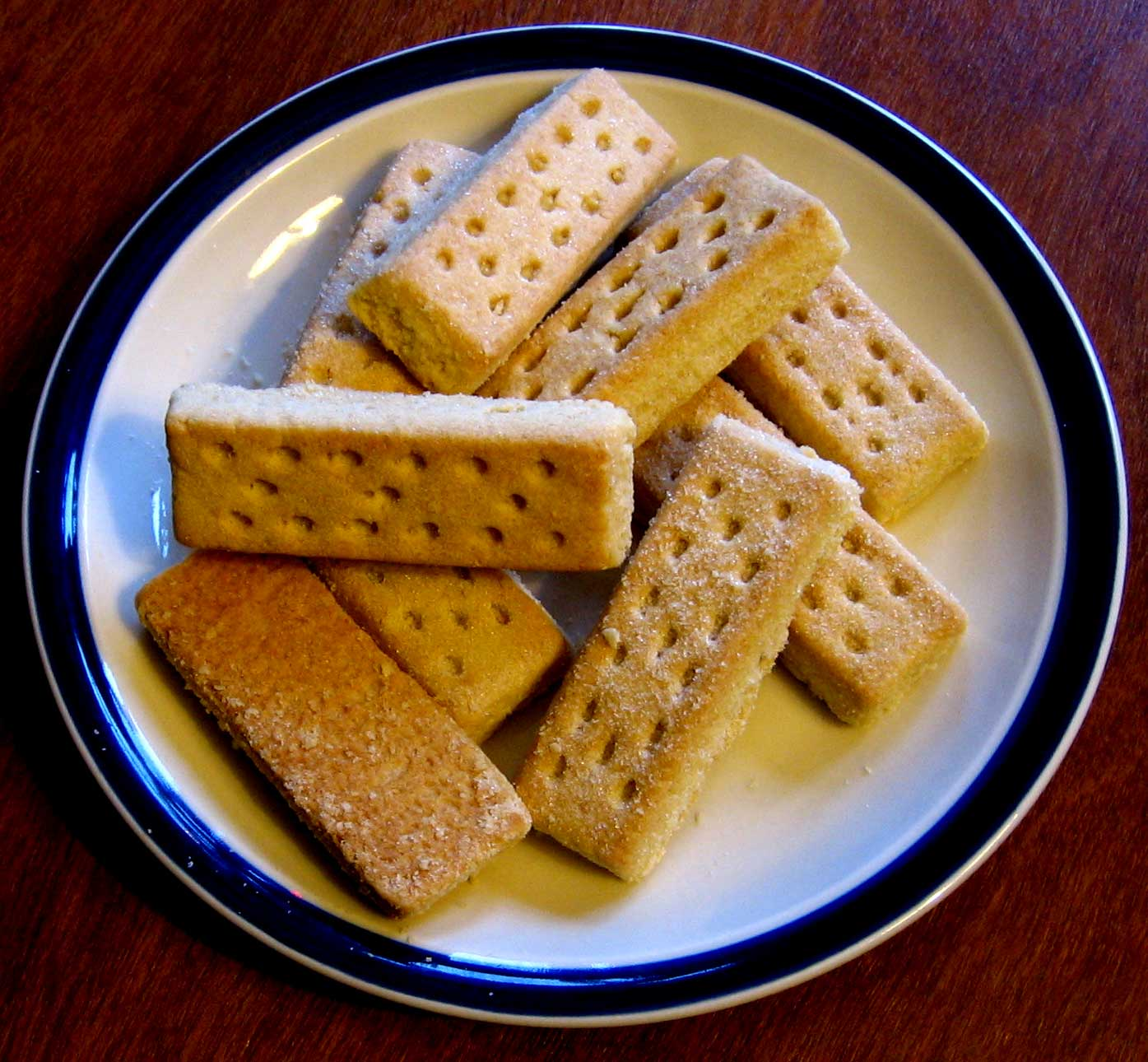
Prostokątne "fingers"

Tradycyjnie wypieka się je w trzech kształtach: dużego, okrągłego placka, dzielonego na trójkąty po wyjęciu z pieca (petticoat tails, z francuskiego petits cotés); małych, okrągłych ciastek i dużych prostokątów, ciętych na paluszki. Ciasto dobrze trzyma kształt – spotyka się shortbread w formie serduszek, koniczynek itp. Ciastka często bywają nakłuwane we wzory widelcem lub specjalnym narzędziem i posypywane cukrem po upieczeniu.

## Powiązania kulturowe
Shortbread pochodzi ze Szkocji i z nią głównie jest kojarzony, choć produkuje się go w całej Wielkiej Brytanii i wielu innych krajach. Walkers Shortbread Ltd jest największym szkockim eksporterem żywności.
W 2006 shortbread zostały wybrane na wizytówkę Wielkiej Brytanii w Café Europe podczas austriackiej prezydencji Unii Europejskiej.
Szkocki kucharz John Quigley z restauracji „Red Onion” w Glasgow nazwał shortbread „klejnotem w koronie” szkockiego piekarnictwa.